# 彭美拉斯體育會
彭美拉斯體育會（葡萄牙語：Sociedade Esportiva Palmeiras，意為棕榈树），常簡稱為帕梅拉斯；現時於巴西甲組足球聯賽作賽，來自巴西的聖保羅省。球隊創立於1914年，原稱意大利體操體育會（Societá Sportiva Palestra Italia），在1942年才改成今日之名稱。
彭美拉斯主場球衣使用綠衫，白褲和綠襪。它們是巴西足壇的傳統勁旅，也是一支極受歡迎的球隊。

## 歷史

### 俱樂部之始
帕梅拉斯足球俱樂部是由四位來自聖保羅市義語區的義大利移民所創的，分別是Luigi Cervo、Vicenzo Ragognetti、Luigi Emanuele Marzo和Ezequiel Simone。起先球會名為Società Sportiva Palestra Italia。原來球會代表色就和義大利國旗相同（紅、白、綠）。球會名稱在第二次世界大戰期間更改為今天的Sociedade Esportiva Palmeiras；因為巴西是支持盟軍的，而政府便要求帕隊去除和義大利有關的標誌。原創的P字盾牌還保留在今日的隊幑之中，帕隊有時會以紅色作為第二做客球衣的顏色，惟通常在友誼賽才會用上。
其他在球隊名字中含有軸心國字眼（如德國、義大利）的球隊，都被要求去除或改名。另一支著名球隊克魯塞羅足球俱樂部也曾以Palestra Italia為名，後來也只好改名。

### 20世紀冠軍球隊
帕梅拉斯被巴西的媒體認為是20世紀最佳球隊。帕隊獲得超過10次國內錦標，23次地區錦標和超過10次國際級杯賽，包括1951年的里約杯，1次解放者杯，1次Mercosur杯。
經過聖保羅省足協和諸多巴西國內媒體證實，巴西沒有一支球隊獲得過比帕梅拉斯更多的錦標。

### 里約杯
在1951年，帕梅拉斯奪得隊史上第一個國際級賽事冠軍-里約杯冠軍。巴西足聯認可里約杯是世界上第一個俱樂部際的冠軍決賽，但國際足協對此持保留態度。他們認為還有待進一步查證。1951年里約杯帕隊擊敗的對手是意甲的尤文圖斯。

### 南美解放者杯冠軍
在名帥斯克拉里的帶領下帕梅拉斯贏得隊史上最重要的錦標-南美解放者杯。1999年解放者杯決賽帕隊擊敗一支來自哥倫比亞的Deportivo Cali球隊。兩隊在自己主場各以1分獲勝，最後帕隊以4-3在PK中勝出。當時陣中著名球員包含2002世界杯巴西先發守門員馬科思和Alex、Evair、Paulo Nunes等。

### 起起伏伏
帕梅拉斯的歷史耐人尋味，它們的表現相當的起伏，球隊常常徘徊於勝利與失敗之間。在1960至1970年代初俱樂部贏得不少獎杯，而且多次叩關解放者杯，並贏得兩次巴西全國足球聯賽(1972年和1973年)。然後球隊在之後的15年多什麼重要的獎杯都沒有得到，直到1992年，俱樂部和意甲的帕爾瑪簽訂為期8年的贊助合約。帕梅拉斯因此成為巴西最有錢的球隊，在帕爾瑪贊助的期間，帕梅拉斯獲得兩次巴西全國聯賽冠軍（1993年和1994年）、巴西杯冠軍（1998年）、Mercosur杯冠軍（1998年）和解放者杯冠軍（1999年）。這是自1951年里約杯和1970年代以來帕隊獲得最多獎杯的時代。
來自義大利的贊助在2000年正式結束，也使俱樂部陷入困境。在2001年叩關解放者杯四強失利之後，緊接著是慘澹的2002年賽季。俱樂部慘遭降級，只能打巴西全國足球聯賽的乙級聯賽。不過隔年止跌回升，帕隊在乙級聯賽以16分遙遙領先居第二位的Botafogo，2004年帕隊重回甲級聯賽。而之後更取得解放者杯的參賽資格
。

## 榮譽
彭美拉斯是巴西球壇最成功的俱樂部之一，它們贏過超過十次全國性錦標。1951年的里約杯是他們獲得的第一個國際性冠軍。

### 全國賽事
- 巴西足球甲級聯賽

 冠軍： (12) 1960、1967、1967、1969、1972、1973、1993、1994、2016、2018、2022、2023
- 巴西盃

 冠軍： (4) 1998, 2012, 2015, 2020
- 巴西冠軍盃

 冠軍： (1) 2000
- 巴西足球乙級聯賽

 冠軍： (2) 2003、2013

### 地區賽事
- 里約-聖保羅錦標賽

 冠軍： (5) 1933、1951、1965、1993、2000
- 聖保羅超級青年盃

 冠軍： (1) 1995
- 巴西聖保羅州聯賽

 冠軍： (25+2) 1920, 1926, 1926(加賽), 1927, 1932, 1933, 1934, 1936, 1938(加賽), 1940, 1942, 1944, 1947, 1950, 1959, 1963, 1966, 1972, 1974, 1976, 1993, 1994, 1996, 2008, 2020, 2022, 2023

### 南美洲賽事
- 南美解放者杯

 冠軍： (3) 1999、2020、2021
- 南方共同市場盃

 冠軍： (1) 1998
- 雷科帕南美洲的

 冠軍: (1)
2022

### 洲際
- 裡約國際盃。

 冠軍:  (1)
1951

### 國際賽事
- 斐冷翠杯(義大利): 1963
- 名古屋杯: 1994
- 巴西-義大利杯: 1994

## 主場
安聯公園於2014年11月19日完工啟用，於舊球場Estádio Palestra Itália原址上重建。球場內設有43,713個座位，包括下層座位25,395個, 上層座位14,888個，還有178個私人包間，每個包間有12至21個座位。該體育場為多功能用途興建，包括可接待1000名記者的媒體中心、餐廳、容量2000的停車場，並擁有為摩托車和自行車的專門的車位。該球場首場比賽由巴西足球甲級聯賽的帕爾梅拉斯對陣累西腓體育，比賽結果東道主帕爾梅拉斯0-2不敵累西腓體育。
該球場冠名權在2013年由德國保險公司安聯拿下，為該集團於世界各地冠名的第7個球場，此球場名稱於網路上公開投票決定，其中安聯公園Allianz Parque獲得了89％的支持，Allianz Center獲得了7％、Allianz 360°獲得了4％。

## 球迷
- 帕梅拉斯是巴西擁有最多支持者的球隊，其球迷遍佈全國各省。
- 帕梅拉斯官方吉祥物是鸚鵡，但自80年代起球迷開始以豬作為吉祥物；這是因為科林蒂安隊稱帕隊球迷是豬，球迷對他們的回應。
- 2003年的降級是球隊最黯淡的時刻，但他們廣大的球迷還是熱烈支持帕梅拉斯的每一場主場比賽。
- 傳統上帕梅拉斯的支持者多是義大利裔移民，但因為其光榮的戰績，現在各個族群都有帕隊的支持者。

## 其餘見聞
- 帕爾梅拉斯是巴西贏得最多國內錦標的球隊，也因此巴西報業評選其為20世紀最佳球隊。
- 帕爾梅拉斯20度叩關解放者杯，1999年和2020年奪得冠軍，61年、68年和00年是亞軍。
- 帕爾梅拉斯和科林蒂安的德比戰是世界出名的激烈，而和聖保羅的德比也是質量很高的球賽。
- 帕爾梅拉斯有時會穿著代表義大利國家足球隊的藍色球衣上陣。
- 帕爾梅拉斯隊的第一件球衣是白色底加上紅白混合的十字(萨伏伊十字)。
- 帕爾梅拉斯連同聖保羅是唯一兩支巴西球隊均有球員參與巴西國家隊的五次世界杯冠軍。
- 帕爾梅拉斯具有巴西國內少有的現代化訓練場地和設備。

## 著名球星
- Ademir da Guia：帕梅拉斯最佳球員。
- 卡富
- 賈爾馬·桑托斯：兩度世界杯冠軍球員。
- 艾迪森
- 艾蒙度
- 埃度
- 艾美臣里歐:效力超過十年的守門員，後轉任教練。
- Evair:1999南美解放者杯冠軍成員。
- Heitor（英语：Heitor Marcelino）：球隊得分紀錄保持者。
- 祖連奴：2002世界杯冠軍球員。
- 馬科斯:帕隊最佳守門員，2002世界杯冠軍球員。
- 馬佐拉:著名前鋒，曾分別為巴西和義大利踢過世界杯。
- Müller(Luiz Antônio da Costa)
- 里肯
- 里瓦爾多：1999年世界足球先生。
- 羅伯托·卡洛斯：現效力马哈奇卡拉安郅足球俱乐部，2002世界杯冠軍球員。
- 盧克·儒尼奧爾
- 塞吉奧
- 瓦瓦：兩度在世界杯決賽得分的強者。
- 卡洛斯·加马拉
- 加布里埃爾·赫蘇斯

## 贊助商

### 目前贊助商
- 愛迪達 (1976年-1993年 及 2006-2018)
- Puma (2019-)
- 倍耐力 (2001年-2007)